# Molorchus monticola
Molorchus monticola är en skalbaggsart som beskrevs av Aleksandr Sergeievich Danilevsky och Alexander Ivanovich Miroshnikov 1985. Molorchus monticola ingår i släktet Molorchus och familjen långhorningar. Inga underarter finns listade i Catalogue of Life.